# Deserto verde
A expressão deserto verde é utilizado para designar a monocultura de árvores em grandes extensões de terra para a produção de celulose, devido aos efeitos que esta monocultura causa ao meio ambiente. As árvores mais utilizadas para este cultivo são sobretudo o eucalipto, pinus e acácia.

## Impactos sócio-ambientais da monucultura extensiva de árvores
Os impactos sócio-ambientais aqui citados referem-se à condição de plantio de árvores produtoras de celulose em regime de monocultura extensiva. A intensidade destes impactos depende das condições ambientais anteriores ao plantio, da espécie de árvore a ser plantada e da extensão da área de cultivo. De modo geral, pode-se inferir os riscos de:
- Desertificação das regiões plantadas: por serem árvores de crescimento rápido, há grande absorção de água, podendo levar ao secamento das nascentes e exaustão de mananciais de água subterrânea,  afetando seriamente os recursos hídricos locais. Estudos apontam que no Espírito Santo 130 córregos secaram após a introdução da monocultura no estado, o que impacta nas comunidades que vivem nas regiões vizinhas.
- Prejuízo aos solos: como toda monocultura, há exaustão dos solos, o que inviabiliza outras culturas. Além disto, o solo fica exposto durante dois anos após o plantio e dois anos após a colheita, facilitando a erosão.
- Redução da biodiversidade: a alteração do habitat de muitos animais faz com que nas regiões de monocultura de árvores só haja formigas e caturritas.
- Concentração de terras: para produzir em grandes extensões, as terras são adquiridas aos agricultores, que se deslocam da região gerando um vazio populacional, associado ao êxodo rural.
- Pouca geração de empregos: as monoculturas são altamente mecanizadas.
- Desmatamento: no Brasil, a associação do eucalipto como alimento aos fornos das siderúrgicas tem induzido o desmatamento nas regiões vizinhas a estas indústrias.

O termo deserto então provém tanto do efeito de desertificação e erosão dos solos quanto do vazio em biodiversidade e em populações humanas encontrado nas regiões de cultivo. Para mitigar estes efeitos, alguns especialistas propõem o plantio de outras espécies vegetais entre corredores dedicados ao plantio de árvores produtoras de celulose. Entretanto, as empresas resistem à aplicação de tal técnica, pois sua meta é maximizar os lucros. Outros cientistas propõem a pesquisa com espécies nativas para produção de celulose. Segundo eles, tais espécies seriam menos danosas ao meio-ambiente.